# لابين تراك
لابين تراك (باليابانية: ラ パ ン ト ラ ッ ク، بالروماجي: Rapantorakku) هو استوديو رسوم متحركة ياباني، تأسس في 30 يونيو عام 2014، من قبل أعضاء سابقين في استوديو الرسوم المتحركة برينز بيس.

## أعمال الاستوديو

### مسلسلات أنمي تلفزيونية
| العنوان                           | المخرج                              | تاريخ العرض                   | عدد الحلقات | مراجع |
| --------------------------------- | ----------------------------------- | ----------------------------- | ----------- | ----- |
| Endride                           | كينجي غوتوه                         | 3 أبريل 2016 - 24 سبتمبر 2016 | 24          | [ 1 ] |
| سارازانماي                        | كونيهيكو إيكوهارا نوبويوكي تاكيوتشي | 11 أبريل 2019 - 20 يونيو 2019 | 11          | [ 2 ] |
| Uchitama?! Have you seen my Tama? | كيوشي ماتسودا                       | 9 يناير 2020 - 19 مارس 2020   | 11          | [ 3 ] |
| كيف تصبح شخصا عاديا               | مامورو كانبي                        | تموز/يوليو 2024               |             |       |

### أوفا
| العنوان               | المخرج       | تاريخ العرض    | عدد الحلقات | مراجع |
| --------------------- | ------------ | -------------- | ----------- | ----- |
| الحب صعب على الأوتاكو | يايوي تاكانو | 26 فبراير 2021 | 1           | [ 4 ] |

## وصلات خارجية
- الموقع الرسمي باللغة اليابانية